# Liga de Fútbol de Olavarría
La Liga de fútbol de Olavarría es la liga regional de fútbol perteneciente al Partido de Olavarría, que se ubica en el interior de la Provincia de Buenos Aires, República Argentina. Cuenta con una sede ubicada en la calle Dorrego 3226 de la ciudad de Olavarría, en el partido mencionado. Fue fundada el 13 de junio de 1925.
Sus actuales campeones son los clubes Embajadores de Olavarria y Racing Atletic Club, quienes obtuvieron el título en la temporada 2023, luego de suspenderse una final que debía disputarse entre los mismos debido a inclemencias climáticas.
Para el Torneo Regional Federal Amateur 2023-24 la liga estuvo representada por 6 equipos que compitieron a nivel nacional: Club Atlético Embajadores de Olavarría, C.A. Estudiantes, Ferro Carril Sud, Racing Athletic Club , Municipales y El Fortín.

## Sistema de competición
Para la temporada 2024 la liga de Olavarría contará con 12 equipos en la Primera División, tras el ascenso del Club Colonias y Cerros y descenso del Club Luján, que forman parte de un torneo Interligas con las ligas de Azul, Bolívar y Laprida-Lamadrid, que disputarán un campeonato con sistema de play-off con partidos de ida y vuelta al cual clasifican los mejores 4 equipos de cada liga previamente disputadas al Interligas.

### Etapa Regular
Se jugarán  dos  ruedas todos contra todos y servirá para clasificar a los equipos de cara a los Play-offs. 
El ganador de esta rueda tendrá ventaja deportiva hasta la semifinal –inclusive- del torneo. En caso de que dos o más equipos quedaran igualados en alguna ubicación de 
la Etapa Regular, las mismas se definirán de la siguiente manera: 
1. Resultado entre los equipos igualados.
2. Mayor cantidad de goles a favor
3. Mejor diferencia de goles.
4. Por sorteo

Los equipos clasificados entre la 1.ª y 6.ª posición avanzarán a los cuartos de final, mientras que los clasificados entre la 7.ª y 10.ª posición jugarán una reclasificación a un solo partido en la cancha del mejor ubicado en la Etapa Regular. No habrá ventaja deportiva, en caso de empate se definirá por penales quienes avanzan a cuartos de final. Los cruces serán: 7-10 (A) y 8-9 (B).

### Etapa de Play-offs
- Cuartos de Final: Los cruces serán con partido de ida y vuelta, jugándose el segundo encuentro en la cancha del mejor ubicado en la Etapa Regular. No habrá ventaja deportiva excepto para el equipo que haya quedado en 1.ª posición, en caso de empate en puntos y goles, se definirá por penales quienes avanzan a la Semifinal. Los cruces serán: 1-B (G1), 2-A (G2), 3-6 (G3),4-5 (G4).
- Semifinal: Los cruces serán con partido de ida y vuelta, jugándose el segundo encuentro en la cancha del mejor ubicado en la Etapa Regular. No habrá ventaja deportiva salvo el equipo que haya quedado en la 1.ª posición, en caso de empate en puntos y goles, se definirá por penales quienes avanzan a la final. Los cruces serán: G1 – G4 y G2 – G3.
- Final: Partidos de ida y vuelta, jugándose el segundo encuentro en la cancha del mejor ubicado en la Etapa Regular. En caso de empate en puntos y goles, se definirá por penales quien es el campeón, y segundo clasificado (acompañando al Campeón del Torneo Apertura) al Torneo Regional Federal Amateur 2022-23.

## Clubes registrados
| 1. Club                                   | Ciudad        | Fundación            | Títulos |
| ----------------------------------------- | ------------- | -------------------- | ------- |
| Club Atlético Estudiantes (Olavarría)     | Olavarría     | 12 de abril de 1912  | 37      |
| Club Atlético Hinojo                      | Hinojo        | 1 de junio de 1915   | 5       |
| Club Atlético Luján                       | Olavarría     | 7 de enero de 1956   | 0       |
| Club Atlético Sierra Chica                | Sierra Chica  | 22 de abril de 1932  | 4       |
| Club Embajadores de Olavarría             | Olavarría     | 14 de enero de 2006  | 5       |
| Club Social y Atlético Cemento San Martín | Sierras Bayas | 18 de agosto de 1921 | 14      |
| Club Social y Deportivo El Fortín         | Olavarría     | 9 de marzo de 1942   | 16      |
| Club Social y Deportivo Loma Negra        | Loma Negra    | 31 de mayo de 1929   | 9       |
| Club Social y Deportivo Municipales       | Olavarría     | 2020                 | 0       |
| Fútbol Club Ferro Carril Sud              | Olavarría     | 14 de agosto de 1914 | 18      |
| Racing Athletic Club                      | Olavarría     | 16 de abril de 1916  | 25      |

En los títulos se consideran otras copas y torneos regionales.

## Comisión directiva
| Cargos actuales                 | Cargos actuales     |
| ------------------------------- | ------------------- |
| Presidente                      | Mario César Paternó |
| Vicepresidente                  | Miguel Betilli      |
| Secretario                      | Luis Álvarez        |
| Tesorero                        | Silvio Lagrave      |
| Departamento de Fútbol femenino | Natalia Callegaro   |
| Fútbol menor                    | Franco Collodoro    |

## Estadísticas

### Títulos
Todos los campeones:
| Club                     | Títulos | Temporadas como campeón |
| ------------------------ | ------- | --- |
| Estudiantes              | 37      | 1926, 1933, 1934, 1935, 1954, 1955, 1958, 1959, 1961, 1964, 1965, 1966, Anual 1967, 1972,1973, 1977, 1979, 1980, 1981, 1983, 1985, 1986, 1987, 1988, Clasificación 1989, Mayor 1989, Clasificación 1998, 1998, 2002,2008, Clausura 2009, Mayor 2011. Clausura 2013, Final 2014, Inicial 2015, Clausura 2017 |
| Racing                   | 25      | 1927, 1930, 1932, 1939, 1940, 1941, 1952, 1956, 1968, Clasificación 1971, 1973, Clasificación 1976, Final 1976, Clasificación 1992, Mayor 1993, 1994, 2000, 2003, Apertura 2009, Apertura 2012, Anual 2016, Apertura 2019, Clausura 2022; interligas 2022, Copa centenario L.F.O 2025.                      |
| Ferro Carril Sud         | 18      | 1928, 1929, 1931, 1944, 1946, Competencia 1967, 1969, Mayor 1971, 1990, 1999, 2005, 2008, Clausura 2010, Apertura 2013; Apertura 2017; Anual 2018, Clausura 2021, Final anual 2021/2022 |
| El Fortin                | 16      | Apertura 1959, 1962, Mayor 1992, 1995, 1997, Clausura 2004, Apertura 2005, Clausura 2007, Apertura 2007, Integración 2007, Apertura 2010, Clasificación 2011, Clausura 2012, Inicial 2014, Final 2015, Clausura 2019.                                                                                       |
| San Martín Sierras Bayas | 14      | 1936, 1937, 1938, 1940,1942,1943, 1945, 1951, 1953, 1957, 1960, 1974, Mayor 1978, Apertura 2004 |
| Loma Negra               | 9       | 1942, 1949, 1966, 1975, Clasificación 1978,1981. 1982, 1984, Mayor 1991 |
| Embajadores              | 5       | Torneo oficial 2021, Apertura 2022, Interligas 2023, Anual 2023, Anual 2024 |
| Atlético Hinojo          | 5       | Apertura 1996, Clausura 1996, Apertura 2001, Clausura 2001, Clausura Integración 2006 |
| Sierra Chica             | 4       | 1947, 1948, Mayor 1976, Clasificación 1993 |

Loma Negra participa de los Torneos Nacionales en 1981 y 1983 cumpliendo muy buenas campañas. Inclusive vence en un amistoso por 1 a 0 a la temida por ese entonces Selección de la Unión Soviética en el Estadio de Racing de Olavarria.
Ascensos de Racing de Olavarria al Torneo Argentino A del que participó durante 4 temporadas.El primero de los ascensos fue en la temporada 2004/2005, solo se mantuvo un año y el segundo ascenso fue en la 2010/2011, temporada en la que se mantuvo 3 años en dicha categoría .Hoy participa del torneo Regional.
Ascenso Histórico en 2009 de Ferro al Argentino B en la provincia de Formosa.